# Elecciones estatales de Renania del Norte-Westfalia de 1995
La elección estatal de Renania del Norte-Westfalia de 1995 se celebró el 14 de mayo de 1995, para elegir a los 221 miembros del Parlamento Regional (Landtag) de Renania del Norte-Westfalia. El gobierno del estado en ese momento era un gobierno en mayoría del SPD dirigido por Johannes Rau, que trató de defender su mayoría después de 15 años en el poder. La principal oposición era la CDU dirigida por Helmut Linssen desde 1990.
La elección tuvo lugar varios meses después de que Helmut Kohl fuese juramentado como Canciller de Alemania por quinta vez después de que su gobierno de coaliición CDU/CSU/FDP defendiera su mayoría en las elecciones federales de 1994. Por lo tanto, esta elección estatal tenía el potencial de dar lugar a posibles coaliciones alternativas que podrían ser un modelo útil para la formación del próximo gobierno federal.
Como resultado de esta elección estatal, el gobierno del SPD perdió su mayoría en el Landtag por lo que tuvo que formar una coalición con Los Verdes, que duplicaron su votación y escaños en comparación con la elección de 1990. A pesar de mantener su nivel de votación, la CDU estuvo muy lejos de formar un gobierno con su socio de coalición más probable, el FDP, que además no logró superar el umbral del 5% necesario para obtener escaños en el parlamento regional.

## Campaña electoral
Además de la influencia de la política nacional, donde el apoyo popular al gobierno de Kohl lentamente comenzó a caer como resultado de los crecientes problemas económicos, las cuestiones ambientales fueron el tema principal de la campaña electoral. Fue especialmente el Partido Verde quién puso énfasis en la cuestión del Garzweiler II, un proyecto minero que fue fuertemente criticado por los habitantes locales, ya que tendrían que ser reubicados en caso de llevarse a cabo el proyecto. La oposición principalmente se centró en temas como la educación, la seguridad nacional (por ejemplo, la delincuencia) y el apoyo a las industrias locales.

## Resultados electorales[1]
- ciudadanos con derecho a voto: 13.041.964
- votantes: 8.353.056
- participación: 64,05%
- número de votos válidos: 8.294.235

|       |                | votos   | porcentaje | número de candidatos | mandatos directos | escaños |
| ----- | -------------- | ------- | ---------- | -------------------- | ----------------- | ------- |
|       | SPD            | 3816639 | 46,02      | 151                  | 108               | 108     |
|       | CDU            | 3124758 | 37,67      | 151                  | 43                | 89      |
|       | GRÜNE          | 830861  | 10,02      | 151                  |                   | 24      |
|       | FDP            | 332634  | 4,01       | 151                  |                   |         |
|       | REP            | 65509   | 0,79       | 105                  |                   |         |
|       | Graue          | 58155   | 0,70       | 116                  |                   |         |
|       | ÖDP            | 21159   | 0,26       | 88                   |                   |         |
|       | Naturgesetz    | 12948   | 0,16       | 68                   |                   |         |
|       | Tierschutz     | 9936    | 0,12       | 28                   |                   |         |
|       | DKP            | 6008    | 0,07       | 47                   |                   |         |
|       | PBC            | 5777    | 0,07       | 20                   |                   |         |
|       | Statt          | 3034    | 0,04       | 10                   |                   |         |
|       | RP             | 2757    | 0,03       | 5                    |                   |         |
|       | BüSo           | 850     | 0,01       | 10                   |                   |         |
|       | CM             | 556     | 0,01       | 3                    |                   |         |
|       | APD            | 516     | 0,01       | 2                    |                   |         |
|       | Familie        | 273     | 0,00       | 1                    |                   |         |
|       | UAP            | 152     | 0,00       | 3                    |                   |         |
|       | Bewußtsein     | 103     | 0,00       | 2                    |                   |         |
|       | HP             | 40      | 0,00       | 1                    |                   |         |
|       | Independientes | 1570    | 0,02       | 9                    |                   |         |
| Total | Total          | 8294235 |            | 1122                 | 151               | 221     |

## Consecuencias políticas
Los resultados de estas elecciones terminaron un período de 15 años de gobierno en mayoría del SPD. Por lo tanto, el SPD tuvo que formar un gobierno de coalición con los Verdes. Después de esta elección, Rau renunció a su cargo y a sus funciones estatales de liderazgo en el SPD, y nombró a Wolfgang Clement, quien primeramente se había convertido en Ministro de Economía en su gabinete, como su sucesor. Finalmente, Clement se hizo cargo del cargo de Ministro-Presidente en reemplazo de Rau en mayo de 1998, mientras que Franz Müntefering sucedió a Rau como líder del SPD en Renania del Norte-Westfalia.
A pesar de estar de acuerdo en formar un gobierno, la cooperación entre ambos partidos se realizó en un ambiente muy difícil, sobre todo debido a una falta de acuerdo sobre el proyecto Garzweiler II. El conflicto fue que los Verdes presentaron una demanda en contra del proyecto en la Corte Constitucional estatal en 1997 que sin embargo no tuvo éxito.
A nivel federal, una coalición SPD-Verdes se convirtió en una opción viable, sobre todo porque el SPD y los Verdes habían demostrado una cooperación eficaz en el Bundesrat al vetar varias leyes propuestas por el gobierno federal de Helmut Kohl. Este bloqueo de la oposición y un deterioro de la economía condujo a una dramática disminución del apoyo popular al gobierno de Kohl y a la victoria de Gerhard Schröder en las elecciones federales de 1998, quien luego formó un gobierno de coalición entre el SPD y los Verdes. De esta manera, debido a una nueva mayoría del SPD y los Verdes en la Bundesversammlung (Asamblea Federal), Johannes Rau, finalmente pudo ser electo presidente de Alemania en 1999 después de un intento fallido en 1994.